# Episodi di Futurama (settima stagione)
La settima stagione della serie animata Futurama, composta da ventisei episodi, è andata in onda originariamente negli Stati Uniti d'America sull'emittente Comedy Central in due parti: la prima parte (ep. 1-13) è stata trasmessa dal 20 giugno al 29 agosto 2012, mentre la seconda (ep. 14-26) è stata trasmessa dal 19 giugno al 4 settembre 2013. 
In Italia, gli episodi sono stati trasmessi su Italia 1: i primi tredici dal 23 ottobre all'11 novembre 2013, mentre i restanti tredici dal 15 settembre al 1º ottobre 2014. Nel corso di questa stagione le voci italiane del dottor Zoidberg e di Bender sono state cambiate; Claudio Fattoretto, doppiatore di Zoidberg fino all'episodio 6, viene sostituito da Angelo Nicotra a partire dall'episodio 7 a causa della sua morte, mentre Dario Penne, voce di Bender, viene sostituito da Paolo Buglioni a partire dall'episodio 14.
| N°            | Codice di produzione | Titolo italiano                    | Titolo originale             | Prima TV USA     | Prima TV Italia   |             |             |             |             |             |             |             |
| Prima parte   | Prima parte          | Prima parte                        | Prima parte                  | Prima parte      | Prima parte       | Prima parte | Prima parte | Prima parte | Prima parte | Prima parte | Prima parte | Prima parte |
| ------------- | -------------------- | ---------------------------------- | ---------------------------- | ---------------- | ----------------- | ----------- | ----------- | ----------- | ----------- | ----------- | ----------- | ----------- |
| 1             | 7ACV01               | I robot e le api                   | The Bots and the Bees        | 20 giugno 2012   | 23 ottobre 2013   |             |             |             |             |             |             |             |
| 2             | 7ACV02               | Addio alle braccia                 | A Farewell to Arms           | 20 giugno 2012   | 24 ottobre 2013   |             |             |             |             |             |             |             |
| 3             | 7ACV03               | Verdetto 3012                      | Decision 3012                | 27 giugno 2012   | 25 ottobre 2013   |             |             |             |             |             |             |             |
| 4             | 7ACV04               | Il ladro del sacchetto di carta    | The Thief of Baghead         | 4 luglio 2012    | 28 ottobre 2013   |             |             |             |             |             |             |             |
| 5             | 7ACV05               | La crisi del quarantunesimo anno   | Zapp Dingbat                 | 11 luglio 2012   | 29 ottobre 2013   |             |             |             |             |             |             |             |
| 6             | 7ACV06               | Il derby delle farfalle            | The Butterjunk Effect        | 18 luglio 2012   | 30 ottobre 2013   |             |             |             |             |             |             |             |
| 7             | 7ACV07               | La capra al curry                  | The Six Million Dollar Mon   | 25 luglio 2012   | 12 novembre 2013  |             |             |             |             |             |             |             |
| 8             | 7ACV08               | Oktoberfest                        | Fun on a Bun                 | 1º agosto 2012   | 1º novembre 2013  |             |             |             |             |             |             |             |
| 9             | 7ACV09               | Alla ricerca del libero arbitrio   | Free Will Hunting            | 8 agosto 2012    | 4 novembre 2013   |             |             |             |             |             |             |             |
| 10            | 7ACV10               | Desiderio di un quasi morto        | Near-Death Wish              | 15 agosto 2012   | 5 novembre 2013   |             |             |             |             |             |             |             |
| 11            | 7ACV11               | 31st Century Fox                   | 31st Century Fox             | 29 agosto 2012   | 6 novembre 2013   |             |             |             |             |             |             |             |
| 12            | 7ACV12               | Viva Mars Vegas                    | Viva Mars Vegas              | 22 agosto 2012   | 7 novembre 2013   |             |             |             |             |             |             |             |
| 13            | 7ACV13               | Naturama                           | Naturama                     | 29 agosto 2012   | 11 novembre 2013  |             |             |             |             |             |             |             |
| Seconda parte |                      |                                    |                              |                  |                   |             |             |             |             |             |             |             |
| 14            | 7ACV14               | Realtà in 2D                       | 2-D Blacktop                 | 19 giugno 2013   | 15 settembre 2014 |             |             |             |             |             |             |             |
| 15            | 7ACV15               | Fry e Leela                        | Fry and Leela's Big Fling    | 19 giugno 2013   | 16 settembre 2014 |             |             |             |             |             |             |             |
| 16            | 7ACV16               | T.: L'umano                        | T.: The Terrestrial          | 26 giugno 2013   | 17 settembre 2014 |             |             |             |             |             |             |             |
| 17            | 7ACV17               | 40% cantante folk                  | Forty Percent Leadbelly      | 3 luglio 2013    | 18 settembre 2014 |             |             |             |             |             |             |             |
| 18            | 7ACV18               | La torcia inumana                  | The Inhuman Torch            | 10 luglio 2013   | 19 settembre 2014 |             |             |             |             |             |             |             |
| 19            | 7ACV19               | Il divertimento del sabato mattina | Saturday Morning Fun Pit     | 17 luglio 2013   | 22 settembre 2014 |             |             |             |             |             |             |             |
| 20            | 7ACV20               | Calculon 2.0                       | Calculon 2.0                 | 24 luglio 2013   | 23 settembre 2014 |             |             |             |             |             |             |             |
| 21            | 7ACV21               | Torna a casa Assie                 | Assie Come Home              | 31 luglio 2013   | 24 settembre 2014 |             |             |             |             |             |             |             |
| 22            | 7ACV22               | Leela e l'ingegneria genetica      | Leela and the Genestalk      | 7 agosto 2013    | 25 settembre 2014 |             |             |             |             |             |             |             |
| 23            | 7ACV23               | Il gioco dei suoni                 | Game of Tones                | 14 agosto 2013   | 26 settembre 2014 |             |             |             |             |             |             |             |
| 24            | 7ACV24               | Omicidio sul Planet Express        | Murder on the Planet Express | 21 agosto 2013   | 29 settembre 2014 |             |             |             |             |             |             |             |
| 25            | 7ACV25               | Puzza e sentimento                 | Stench and Stenchibility     | 28 agosto 2013   | 30 settembre 2014 |             |             |             |             |             |             |             |
| 26            | 7ACV26               | Nel frattempo                      | Meanwhile                    | 4 settembre 2013 | 1º ottobre 2014   |             |             |             |             |             |             |             |

## I robot e le api
- Sceneggiatura: Eric Horsted
- Regia: Stephen Sandoval
- Messa in onda originale: 20 giugno 2012
- Messa in onda italiana: 23 ottobre 2013

Alla Planet Express viene installato un nuovo distributore di bevande di nome Bev. Fry ne approfitta per bere così tante Slurm da diventare fosforescente. Nel frattempo Bender e Bev hanno accidentalmente una relazione e Bev partorisce un figlio. Bender non si capacità di come questo sia potuto accadere perché sua madre non l'ha mai istruito su come nascono i bambini robot. Condotto ad un consultorio per adolescenti robot, viene a conoscenza, tramite un filmato educativo, del fatto che i robot possono nascere anche attraverso l'accoppiamento quando le fabbriche non riescono a soddisfarne la domanda. L'accoppiamento avviene caricando un file binario nel disco interno della femmina robot, le specifiche di fabbricazione di ognuno vengono poi unite da un algoritmo "randomizzato", guidando l'assemblaggio di un nuovo robot. Non sentendosi pronto ad accudire un bambino, Bender decide di firmare un certificato di abbandono, ma viene anticipato da Bev. Bender è quindi costretto a prendersi cura del bebè-robot, che viene chiamato Ben "Vending" Rodriguez perché ha assimilato dal padre la passione di piegare gli oggetti. Ben non è però in grado di mettere in pratica questa passione perché non ha potuto ereditare il software di controllo delle braccia, gene che viene passato da madre in figlio. Inaspettatamente Bender si dimostra un buon padre, capace di incoraggiare il figlio a inseguire i propri sogni anche nei momenti di difficoltà. La cerimonia che consacrerà Ben un adulto viene però interrotta da Bev che, mostrando il certificato di abbandono firmato da Bender prima che si affezionasse al figlio, prende nuovamente in custodia Ben. Una notte Bender e Ben scappano ma vengono inseguiti dalla polizia che ammanetta Bender perché colpevole di sequestro di persona. Nel frattempo Bev partorisce un altro figlio, concepito con il robot poliziotto URL, abbandonando nuovamente Ben. Ben continua a desiderare di diventare un piegatore e frequentare la scuola di piegatura di Santa Cruz, ma l'unico modo per renderlo possibile è sostituire la scheda di memoria di Ben con una scheda di piegamento perché la sua unità centrale è costituita da un solo slot. Per il bene di Ben, Bender sceglie di sacrificare tutti i ricordi del figlio, anche quello del loro rapporto, pur di dargli la possibilità di realizzare il sogno di diventare un piegatore come lui.
- Sottotitolo iniziale: NON SONO SICURO SE SIA UN NUOVO EPISODIO O LA REPLICA DI UN EPISODIO CHE HO VISTO DA UBRIACO
- Ascolti USA: spettatori 1.570.000[1]

## Addio alle braccia
- Sceneggiatura: Josh Weinstein
- Regia: Raymie Muzquiz
- Messa in onda originale: 20 giugno 2012
- Messa in onda italiana: 24 ottobre 2013

A Nuova New York le condizioni del tempo cambiano continuamente. Per capire cosa succede nella magnetosfera, il professor Farnsworth manda in alta quota un pallone aerostatico a cui i pantaloni porta fortuna di Fry erano attaccati ad asciugare. Non potendo separarsene, anche perché sono gli unici che possiede, Fry, con l'aiuto dei compagni, va alla ricerca di essi ritrovandosi in una buca sotterranea, in cui Leela cade, rompendosi la gamba. In una delle grotte scoprono per puro caso un'antica piramide con un calendario di pietra. Alla Planet Express Amy ha l'occasione di tradurre le incisioni in lingua marziana antica, scoprendo che rappresentano la profezia della fine del mondo nel 3012, cioè quello stesso anno, anticipata da grandi catastrofi e tempeste solari di forte intensità che mettono fuori uso tutti i dispositivi elettronici.
Amy scopre che la piramide sotterranea è una navicella spaziale che funziona senza bisogno di elettricità, potendo portare in salvo su Marte solo trentamila persone. Venuto a conoscenza della piramide, Nixon riunisce tutti per poter essere sottoposti alla Macchina della Logica che esamina i soggetti che meritano di essere salvati. Sfortunatamente Leela non potrà salvarsi, a differenza di tutti i suoi amici, compreso Fry che però riesce a farla andare al posto suo falsificando il proprio biglietto.
Bender decide di restare sulla Terra per approfittarsi del caos causato dalla paura facendo sciacallaggio. Intanto le trentamila persone approdate su Marte costruiscono una città e una statua con i resti della navicella. Il capo della tribù marziana, Vento che Canta, comunica loro che non è la Terra ad doversi distruggere, bensì il pianeta su cui si trovano, Marte.
In pochi minuti un'onda di fuoco si schianta sulla superficie marziana, scatenando i suoi gas interni che fanno uscire il pianeta rosso dall'orbita dirigendolo verso la Terra. Nel frattempo Fry e Bender si godono gli ultimi istanti di vita pensando di dover morire ma intanto Marte invece di schiantarsi contro la Terra la sfiora passandoci vicino, dando la possibilità al popolo di salvarsi semplicemente saltando e venendo attirati dalla gravità terrestre. Ci riescono tutti tranne Leela, perché avendo la gamba rotta non è in grado di saltare. Ancora una volta Fry cerca di dimostrare il proprio amore nei suoi confronti ma con il risultato che perdono ognuno un braccio. Infine Leela viene salvata da Scruffy con una scala.
- Sottotitolo iniziale: CHIEDI AL TUO MEDICO SE PUOI GUARDARE FUTURAMA
- Ascolti USA: spettatori 1.650.000[1]

## Verdetto 3012
- Sceneggiatura: Patric M. Verrone
- Regia: Dwayne Carey-Hill
- Messa in onda originale: 27 giugno 2012
- Messa in onda italiana: 25 ottobre 2013

Le elezioni presidenziali per il governo della Terra sono vicine e Richard Nixon, per attirare a sé gli elettori più ignoranti, promette di ridurre le tasse ai più abbienti e di costruire un recinto attorno al Sistema Solare per impedirne l'accesso ai clandestini. Indignata dai consensi che Nixon attira anche tra i suoi colleghi alla Planet Express, Leela decide di assistere al "Dibattito 3012" con l'intenzione di far valere la propria opinione e conoscere gli altri candidati. Qui viene colpita dall'integrità morale del senatore Chris Travers, contestato invece dagli altri partecipanti. Quando si reca alla sua sede elettorale (un ex negozio di hot dog) lo trova intento a distruggere i suoi manifesti elettorali per la frustrazione, Leela decide quindi di cercare di aiutarlo cambiando la sua immagine e per la gratitudine Travers la nomina sua consigliera. Insieme a lei Travers riesce a vincere le primarie diventando di fatto una minaccia per il successo di Nixon, che viene aiutato da Bender a scoprire fatti scomodi sul passato di Travers da diffondere per rovinare la sua immagine. Nonostante gli sforzi, Bender non riesce a trovare nulla di compromettente, eccetto che il suo secondo nome è Zaxxar, il che farebbe supporre che è alieno, estromettendolo automaticamente dalla candidatura di presidente della Terra. Il senatore, sebbene non possa mostrare il suo certificato di nascita, afferma di essere nato in Kenya, nell'Ospedale della Madonna del Patriottismo. Leela, Fry e Bender si recano quindi sul posto, ma vengono sorpresi da Travers che confessa di venire dal futuro e di essere stato mandato nel 3012 per impedire l'elezione di Nixon. Viene rivelato che dopo la vittoria di Nixon egli ha fatto costruire la barriera anti-alieni attorno al sistema solare, facendo collassare l'economia terrestre, perlopiù sostenuta dal lavoro degli alieni. I lavori più umili vennero affidati ai robot che presto insorsero capitanati sorprendentemente da Bender, che è riuscito a coronare il suo sogno di diventare il dominatore della Terra. Gli umani intanto riuscirono a nascondersi e a inventare il viaggio nel tempo, mandando nel passato Travers, ancora quindicenne. Leela ha quindi l'idea di trasmettere in diretta mondiale la nascita di Travers, che avverrà il giorno seguente. Travers riesce così a vincere le elezioni, ma durante il suo discorso comincia a dissolversi a causa di un paradosso temporale. Siccome Nixon non è stato mai eletto, la rivolta dei robot non è mai stata scatenata e Travers non è stato mai mandato nel passato. Nixon viene quindi rieletto per mancanza di oppositori.
- Sottotitolo iniziale: PRODOTTO CON IL 100% DI PIXEL RICICLATI
- Ascolti USA: spettatori 1.450.000[2]

## Il ladro del sacchetto di carta
- Sceneggiatura: Dan Vebber
- Regia: Edmund Fong
- Messa in onda originale: 4 luglio 2012
- Messa in onda italiana: 28 ottobre 2013

Bender unisce la sua passione per la fotografia analogica e l'ammirazione per l'attore Calculon importunando quest'ultimo mentre è in visita privata all'acquario Monsterey Bay Aquarium. Al ritorno Bender mostra le fotografie scattate a Leela e Zoidberg che si congratula con lui facendo notare che dagli scatti emerge un vero talento da paparazzo. Bender segue il suo consiglio e si reca alla sede della rivista scandalistica US People dove gli viene offerto un impiego a tempo pieno come paparazzo. Nonostante conduca una brillante carriera scattando foto esclusive che vengono pubblicate in copertina, l'incontenibile ambizione lo rende determinato ad ottenere uno scatto del volto di Langdon Cobb, considerato il miglior attore al mondo ma di cui nessuno ha mai visto le fattezze perché coperte dal sacchetto di carta che ha calato sulla testa. Bender, eludendo il mostruoso fungo che fa da guardia nel suo giardino, riesce ad insinuarsi nella sua dimora e a fotografargli il viso mentre è distratto. Cobb lo implora di non mostrare mai la sua foto a nessuno, pena conseguenze terribili.
Bender sviluppa comunque la pellicola e la mostra a Fry, Amy ed Hermes che appena mettono lo sguardo sulla foto perdono il proprio spirito vitale afflosciandosi a terra svuotati di tutto eccetto pelle e indumenti. Prima che anche Zoidberg cada vittima di questa maledizione, il Professor Farnsworth deduce che Cobb è un lichene quantico che si nutre dell'attenzione delle proprie prede, private della propria forza vitale se lo vedono in volto. Questi licheni sono "parassiti dell'attenzione" con un Es molto carismatico di alga e un Ego fungino che conserva le forze vitali.
Per indebolire l'ego, l'equipaggio convince Calculon a partecipare a una gara di recitazione contro Cobb. Calculon si rende conto che l'unico modo per risultare credibile durante la scena di morte di Romeo e Giulietta è assumere davvero la sostanza letale e morire. Dopo l'esibizione del rivale, Cobb è insicuro, nonostante la sua interpretazione de I compari di Boston sia stata ben accolta. In questo modo il Professore può tentare di attaccare il fungo, ma inaspettatamente a causa della premiazione del vincitore Langdon Cobb, L'Ego diventa gigantesco distruggendo il teatro. Avendo ancora il negativo della foto del volto di Cobb, Bender può nuovamente svilupparla (ha anche funzione di camera oscura) per mostrarla a Cobb stesso e poterlo eliminare. Ma così facendo ottiene l'effetto contrario: ammirandosi narcisisticamente l'ego si ingigantisce sempre più fino a scoppiare e liberare le anime che ha catturato. Le sue vittime riescono così a riacquistare l'anima.
- Sottotitolo iniziale: SE QUESTO SHOW LE PARETI FA TREMARE, INUTILE SULLE STESSE BUSSARE
- Ascolti USA: spettatori 1.070.000

## La crisi del quarantunesimo anno
- Sceneggiatura: Eric Rogers
- Regia: Frank Marino
- Messa in onda originale: 11 luglio 2012
- Messa in onda italiana: 29 ottobre 2013

Leela invita l'equipaggio della Planet Express e i mutanti delle fogne alla festa del quarantesimo anniversario di matrimonio dei suoi genitori, Turanga Munda e Morris. Durante la festa i due sposi ricordano che si sono incontrati al college, dove Morris era un surfista rilassato, mentre Munda aveva ottenuto un dottorato nello studio delle lingue aliene. L'incontro tra i due aveva portato Munda a mettere da parte i suoi studi e Morris la sua passione per il surf. Tuttavia, durante la celebrazione, Munda rivela il disprezzo che ha Morris nei confronti della sua carriera e dell'esplorazione dell'universo. Infatti, ora che i mutanti sono autorizzati a lasciare le fogne, possono salire in superficie e questo, per Munda, sarebbe un sogno. Dopo una breve ma intensa lite, lei decide di divorziare ed esplorare la Terra e l'universo con Leela. Ora che Munda è libera di vedere i mondi alieni che ha sempre studiato, Leela la porta ad un ristorante nello spazio. Proprio lì vi è anche Zapp Brannigan, che cerca di negoziare con la razza dei Carcarons. Ma, durante il dialogo, trova dei problemi con la traduzione, dato che offende uno dei Carcarons. Quest'ultimo sta per attaccarlo e Munda arriva prontamente per fornire assistenza con le sue abilità linguistiche. La negoziazione sembra andare a buon fine e tra la mamma di Leela e il capitano ha inizio una storia d'amore. Zapp e Munda presto cominciano ad incontrarsi regolarmente e avere rapporti sessuali. Ma Leela crede che Zapp stia usando la madre solo per arrivare a lei.
Nel frattempo, Morris torna a dedicarsi al surf, cavalcando le onde delle fogne di tutto il mondo insieme a Fry e Bender. Zapp propone di sposare Munda e organizza rapidamente un matrimonio a bordo della sua nave. Ma la celebrazione viene interrotta dai Carcarons, i quali vogliono firmare la dichiarazione di pace. Alla trattativa, Munda si rende conto che Zapp vuole firmare la dichiarazione di guerra ed attaccare i Carcarons prima che se ne rendano conto, in modo da avere una vittoria certa. Anche Munda ha il compito di imbrogliarli, dicendogli in lingua aliena che stanno per firmare un trattato di pace. Infuriata per la meschinità di Zapp, Munda racconta ai Carcarons la verità. Questi ultimi cominciano a sparare raggi ondulatori alla nave, minacciando di distruggerla, e mettono fuori uso i comandi principali. Morris, nascosto a bordo della navetta Planet Express per cercare di fermare il matrimonio, esce allo scoperto e si offre di aiutare a guidare la nave usando le sue abilità da surfista che permettono di "navigare" le onde dei Carcarons. Con questo gesto coraggioso, Munda ricorda del perché si era innamorata di Morris. Una volta messa in salvo la nave, viene stipulato un vero e proprio trattato di pace con i Carcarons e Morris e Munda si risposano.
- Sottotitolo iniziale: CANCEL / OK
- Ascolti USA: spettatori 1.100.000

## Il derby delle farfalle
- Sceneggiatura: Michael Rowe
- Regia: Crystal Chesney-Thompson
- Messa in onda originale: 18 luglio 2012
- Messa in onda italiana: 30 ottobre 2013

All'equipaggio della Planet Express è stato assegnato il compito di portare delle rocce sulla Luna. Proprio lì assistono come pubblico al derby delle farfalle, in cui una coppia di donne umane con finte ali da farfalla duellano contro un'altra coppia. Quando il presentatore Abner Doubledeal chiede al pubblico quali altri dilettanti vogliono farsi avanti per sfidare le campionesse in carica, Leela ed Amy si propongono volontarie. Al primo tentativo, restano gravemente sconfitte dalle loro avversarie, ma non si scoraggiano e continuano a duellare con altre sfidanti, seppur rimanendo sempre gravemente sconfitte. A quanto pare Leela ed Amy non sono in grado di migliorare perché continuano a perdere ogni partita. Nello spogliatoio vedono le campionesse assumere una sostanza che le aiuta ad essere più muscolose e più forti. Leela ed Amy colgono l'occasione e comprano la sostanza per sé stesse, diventando forti come le campionesse e vincendo tutte le partite. Nel frattempo, Fry e Kif notano il cambiamento di statura fisica e di comportamento nelle loro fidanzate, poiché diventano brutali e poco romantiche a causa della sostanza.
Le campionesse in carica, per vincere l'ultimo duello, acquistano tutte le riserve della sostanza, lasciando Leela ed Amy a mani vuote. Il Professore si rende conto che la sostanza è un Nettare prodotto da un fiore sul pianeta natale di Kif, l'Amphibios 9. Così Kif, Fry, Bender, Leela ed Amy partono per raccogliere più nettare possibile. Su Amphibios 9, Kif e Fry vanno alla ricerca della sostanza, ma la farfalla maschio spruzza addosso a Fry un'abbondante quantità di nettare per difendersi. Dopo aver raccolto abbastanza nettare, Kif, Fry, Bender, Leela ed Amy trascorrono la notte a casa dei genitori di Kif. Leela ed Amy si contendono Fry, per leccarlo il più possibile, dato che ha su tutto il corpo la sostanza spruzzatagli addosso dalla farfalla maschio. Al ritorno sulla Terra, l'equipaggio si rende conto che il liquido contiene feromoni di accoppiamento della farfalla maschio. Amy e Leela capiscono il loro smisurato abuso del nettare e così interrompono l'assunzione della sostanza. Ma Fry, ad un certo punto, comincia a sentirsi strano e si rinchiude in un bozzolo, creato da lui stesso, a bordo della navetta Planet Express.
Dopo aver superato la loro dipendenza, Leela ed Amy devono combattere l'ultimo duello del derby delle farfalle, contro le campionesse in carica. Proprio in occasione dell'ultimo duello il presentatore Abner Doubledeal annuncia che la partita si svolgerà su un pozzo di lava bollente. Senza il nettare, Leela ed Amy sono rapidamente messe KO dalle campionesse, le quali gli strappano le ali per farle cadere nella lava sotto di loro. Quando la morte di Leela ed Amy sembra vicina, Fry esce dal bozzolo e, trasformatosi in una grande farfalla, entra nell'arena. Le campionesse sono attratte dai feromoni di Fry, così si appartano per riprodursi, permettendo Leela ed Amy a lasciare l'arena senza essere uccise. Dopo il duello, l'equipaggio della Planet Express recupera Fry, il quale si è completamente trasformato in una farfalla. Il Professore annuncia che, a distanza di poco tempo, morirà, ma il guscio della farfalla si schiude e Fry ne esce fuori delirante, ma ancora vivo.
- Sottotitolo iniziale: FORNITORI DI INTRATTENIMENTO PER SUA MAESTÀ LA REGINA DELLO SPAZIO
- Ascolti USA: spettatori 1.190.000

## La capra al curry
- Sceneggiatura: Ken Keeler
- Regia: Peter Avanzino
- Messa in onda originale: 25 luglio 2012
- Messa in onda italiana: 12 novembre 2013

Hermes inizia a valutare il rendimento dei dipendenti della Planet Express, allo scopo di licenziare il dipendente giudicato peggiore; dopo un'attenta analisi, decide di licenziare sé stesso e viene quindi sostituito nel ruolo di burocrate dal macchinario Mark 7G. Ancora triste all'idea di aver perso il lavoro, una sera Hermes passeggia con sua moglie LaBarbara quando i due vengono attaccati dal robot Roberto. In loro aiuto arriva il poliziotto URL, che mediante un arpione meccanico ferma il criminale e lo arresta; Roberto viene dunque condannato alla sedia elettromagnetica e ucciso.
Invidioso dell'arpione di URL e delle maggiori possibilità che un robot ha di difendersi, Hermes si fa accompagnare da Bender al mercato nero dei componenti robotici, dove gli viene installato nel petto un arpione identico a quello di URL. Inizia così una lunga serie di interventi a cui Hermes si sottopone aggiungendo al proprio corpo componenti meccanici, fino a che l'unica parte umana che gli resta è il cervello; nel frattempo tutti i pezzi del corpo di Hermes vengono raccolti da Zoidberg, che li unisce fino a formare un fantoccio identico all'Hermes iniziale ma privo di cervello.
Quando Hermes decide di completare la propria trasformazione in macchina installando un cervello robotico, ne ruba uno dal cimitero dei robot con l'aiuto di Bender e del Prof. Farnsworth ma senza sapere che fosse il cervello di Roberto. Zoidberg si fa avanti proponendo ad Hermes di procedere all'operazione, ma il suo unico intento è impossessarsi del cervello umano di Hermes; infatti, una volta asportatolo dal corpo robot dell'amico, lo introduce nel fantoccio costruito in precedenza ed improvvisamente l'Hermes originale riprende vita. A questo punto il robot si autoinstalla il cervello di Roberto e aggredisce Hermes con l'intento di staccargli la pelle e mangiarla, ma si fonde immediatamente a causa della passione di Hermes per la piccantissima capra al curry.
- Sottotitolo iniziale: QUESTO EPISODIO VALE 250 PUNTI FUTURAMA
- Ascolti USA: spettatori 1.190.000

## Oktoberfest
- Sceneggiatura: Dan Vebber
- Regia: Stephen Sandoval
- Messa in onda originale: 1º agosto 2012
- Messa in onda italiana: 1º novembre 2013

Il Professor Farsworth ricompensa il duro lavoro dell'equipaggio portando loro all'Oktoberfest che, con grande malcontento di Fry, in mille anni è diventato un festival molto raffinato. Fry riesce comunque ad ubriacarsi e fare Il ballo del qua qua imbarazzando così tanto Leela che viene lasciato. Intanto Bender scopre che anche lo chef Elzar è presente con l'intento di vincere una competizione di salsicce usando carne di un prosciutto stagionato per 3000 anni. Di tutta risposta Bender convince Fry ad andare fino alla Valle di Neander a scongelare un mammuth di 30 000 anni sepolto in un ghiacciaio per produrre le salsicce con cui è sicuro di vincere. Senza che Bender se ne accorga Fry cade accidentalmente nel tritacarne e, diventato hot dog, viene mangiato da un'inconsapevole Leela. Logorata dal senso di colpa decide di sottoporsi a una seduta per cancellare tutti i ricordi che ha di Fry. Alla Planet Express, nonostante il lutto, ognuno tenta di trattenersi dal nominare il fattorino deceduto.
Nel frattempo viene rivelato che Fry è ancora vivo, salvatosi dal tritacarne ma caduto nel ghiacciaio a causa di un colpo sul cranio che gli ha causato un'amnesia. Presto viene liberato dagli uomini delle caverne neanderthaliani vissuti sotto la superficie ghiacciata per 30 000 anni insieme ad altre specie preistoriche. I neanderthaliani rivelano che quando vivevano con gli homo sapiens venivano trattati come cittadini di secondo livello. Convintosi uno di loro, Fry propone di ritornare in superficie e vendicarsi.
I membri della Planet Express, ritornati all'Oktoberfest per ritirare il terzo premio vinto da Bender, vengono attaccati da un esercito di neandertaliani che cavalcano mammut, rinoceronti lanosi, tigri dai denti a sciabola e un megatherium. Durante un combattimento corpo a corpo i ricordi di Fry e Leela riaffiorano facendo sì che si riconoscano. Il loro bacio convince gli uomini di neanderthal a perdonare gli homo sapiens sapiens. I neandertaliani rivoluzionano anche i festeggiamneti dell'Oktoberfest riportandoli a come Fry li ha sempre conosciuti.
- Sottotitolo iniziale: 50% DI COLORE IN PIÙ RISPETTO AI CARTONI DISCOUNT
- Ascolti USA: spettatori 1.010.000

## Alla ricerca del libero arbitrio
- Sceneggiatura: David X. Cohen
- Regia: Raymie Muzquiz
- Messa in onda originale: 8 agosto 2012
- Messa in onda italiana: 4 novembre 2013

L'episodio racconta la ricerca da parte di Bender del libero arbitrio. All'inizio il nostro eroe metallico si iscrive all'università, salvo mollarla 32 secondi dopo, avendo il tempo di conoscere il rettore e i ragazzi fighi. Come seconda cosa Bender entra a far parte di una robo-gang, assiste all'omicidio di uno dei suoi amici da parte della gang rivale, ed entra nella spirale della droga (di nuovo), finendo per rapinare delle scout che vendono biscotti in strada. Non essendo riuscito a farsi condannare dal giudice in quanto robot, guidato e legato alla sua programmazione quindi innocente poiché incapace della premeditazione ma solo di seguire il proprio programma, Bender cade in depressione.
Il professor Farsworth spedisce la ciurma dopo il solito Good News sul pianeta robot dove sarà Bender a dover consegnare il pacco a causa della fobia per gli umani degli abitanti del pianeta. Bender al rientro dalla consegna decide di restare e comincia a vagare nel deserto dopo aver salutato i suoi amici. Ormai arrugginito il nostro cinico eroe sviene a causa delle fatiche e si risveglia in una congregazione di monaci-bot che cerca di alleviare il dolore di non possedere il libero arbitrio. Qui apprende che la Mom corporation ha inserito uno slot per il libero arbitrio in ciascun robot che ha prodotto e forse ha effettivamente costruito un'unità di libero arbitrio. Bender ritorna immediatamente sulla terra con un'astronave dei monaci e va da Mamma a cercare l'unità. Mamma gli racconta che il Professore aveva costruito qualcosa del genere ma non aveva ultimato il lavoro. Finalmente Bender è vicino all'unità, ma il Professore si prende gioco di lui, conscio di aver programmato il sistema operativo dei robot perché non possano toccare l'unità né danneggiare la sua persona. Decide in ogni modo di installare in Bender l'unità del libero arbitrio, che però ha un interruttore e "per la sua natura quantistica non si può sapere se è accesa o spenta" (paradosso del gatto di Schrödinger). Bender la fa breve e spara ripetutamente al Professore, senza tuttavia riuscire ad ucciderlo. L'episodio si chiude in tribunale dove il giudice condanna Bender per lesioni e il robot viene trascinato in manette fuori dall'aula mentre urla esultando COLPEVOLE.
- Sottotitolo iniziale: ATTENZIONE: NON MOSTRARE AI CAVALLI
- Ascolti USA: spettatori 990.000

## Desiderio di un quasi morto
- Sceneggiatura: Eric Horsted
- Regia: Lance Kramer
- Messa in onda originale: 15 agosto 2012
- Messa in onda italiana: 5 novembre 2013

Fry rimane deluso dal professor Farnsworth quando quest'ultimo si dimentica di partecipare come pubblico ad una cerimonia di premiazione. Fry vorrebbe tanto avere altri parenti che gli dimostrassero un minimo di considerazione. L'equipaggio del Planet Express scopre che i genitori di Farnsworth si sono trasferiti al Near-Death Star, un satellite artificiale i cui abitanti anziani servono per la produzione di energia, come nel film Matrix. I fili a cui sono collegati gli anziani, li mantengono in vita in una realtà virtuale. Fry, Leela e Bender trovano i genitori di Farnsworth, Ned e Velma, ed entrano nella realtà virtuale in cui questi vivono. Fry stringe subito un profondo legame con la coppia, ma quando arriva il momento di tornare sulla Terra, scollega i fili per portare via Ned e Velma, facendo scattare gli allarmi di sicurezza. Fry, Leela, Bender, Ned e Velma riescono a fuggire e ritornano sulla Terra. Farnsworth rimane sorpreso nel rivedere i suoi parenti, ma in senso negativo: infatti prova risentimento per la sua infanzia, trascurata dai genitori. Così scappa via, dicendo di non voler avere niente a che fare con loro. Tuttavia li spia per tutto il tempo che trascorrono con Fry. Leela ed Amy si confrontano Farnsworth, il quale dice loro che quando stava crescendo, i suoi genitori non hanno mai giocato con lui, né prestato attenzione alle sue scoperte scientifiche. La famiglia si trasferì in una fattoria di campagna, limitando ulteriormente la capacità di studio di Farnsworth. Lui non li ha mai perdonati per questo e, affranto, decise di fuggire dalla campagna, rifugiandosi nell'azienda agricola ormai in rovina. Ned e Velma spiegano che si sono dovuti trasferire per far sì che Farnsworth non facesse la stessa fine del loro primo figlio. Il fratello del professore dimostrava una spiccata curiosità scientifica, la quale lo mise nei guai in diverse occasioni. Solo per il suo bene si sono trasferiti nella fattoria. Ma il trasferimento non si dimostrò la soluzione e i genitori furono costretti a rinchiuderlo in un ospedale psichiatrico per poi non rivederlo mai più. Ned e Velma raccontano che non volevano che il loro secondo figlio, Floyd, subisse questo destino. Solo a questo punto del racconto Farnsworth si rende conto che i suoi genitori credono che lui sia Floyd. Hubert J. Farnsworth, il primo figlio, è stato curato, ma poi è scappato dall'ospedale psichiatrico. Farnsworth capisce quindi il motivo per cui i suoi genitori non l'hanno mai degnato di tanta attenzione e li perdona. Ned e Velma chiedono di essere riportati alla vecchia fattoria per sfuggire al dolore della morte. Una volta arrivati al satellite Near-Death Star, Ned e Velma vengono collegati ai fili e portati nella realtà virtuale, dove Farnsworth riprogramma la simulazione: i due anziani possono ora vivere nella fattoria in cui avevano passato la loro giovinezza.
- Sottotitolo iniziale: NON C'È BISMUTO COME LO SHOW-BISMUTO
- Ascolti USA: spettatori 1.180.000

## 31st Century Fox
- Sceneggiatura: Patric M. Verrone
- Regia: Edmund Fong
- Messa in onda originale: 29 agosto 2012
- Messa in onda italiana: 6 novembre 2013

Dopo una missione in cui le divise dell'equipaggio della Planet Express sono state strappate a brandelli da una gigantesca falena, il Professor Farnsworth e Hermes vengono convinti a comprarne di nuove. L'equipaggio visita un negozio di abbigliamento e alla fine compra un set di uniformi fatto su misura per loro, con il logo della Planet Express. Solo Bender acquista un vestito diverso, ovvero il classico abbigliamento da caccia alla volpe per entrare subito a far parte di un club di caccia, trascinando Fry e Leela con lui. Leela inizia a protestare per l'ingiustizia di tale attività, con grande costernazione del Maestro della Caccia e degli altri membri del club di caccia. Durante la caccia si scopre che la volpe è in realtà un robot, come anche i cani da caccia e i cavalli. Ciò infastidisce Bender, perché è contrario alla violenza di robot su robot. Così Bender e Leela lanciano un movimento di protesta che ha il tentativo di abolire l'ingiustizia contro gli animali robotici. Anche se il movimento è riuscito a vietare la macellazione di carne animale robotica e lo sfruttamento di polli robotici utili solo a covare uova, non riesce a mettere fuori legge la caccia contro la volpe robot. Bender tenta quindi di vincere la battaglia tramite mezzi meno legali, rapendo la volpe robotica destinata ad essere cacciata e prendendo il suo posto nella gabbia. La volpe robot viene portata al sicuro alla Planet Express e diventa subito affettuosissima con l'equipaggio, fino a quando non strappa tutte le loro nuove divise, uccide l'amato pollo di Amy e graffia Fry in faccia. La volpe robot fugge, spingendo Fry e Leela a iniziare una caccia contro di lei. La mattina dopo, la caccia alla volpe robot sta per cominciare e, quando viene scoperta la gabbia, i cacciatori trovano Bender al posto dell'animale. Ma la sua protesta non va a buon fine, poiché il Maestro della Caccia decide che, se non c'è la volpe, allora sarà Bender la preda da cacciare. Appresa la notizia, Bender fugge nella foresta, dove incontra la volpe robot, che lo libera dopo che era caduto in una trappola. Insieme riescono ad eludere diverse trappole dei cacciatori e alla fine riescono addirittura a catturare il Maestro della Caccia. Bender prende in mano il fucile del Maestro della Caccia, ma si rifiuta di ucciderlo, soprattutto perché Fry e Leela erano presenti e potevano essere possibili testimoni. Allora il Maestro della Caccia prende in mano il fucile e, puntato contro Bender, gli vuole sparare. Ma la volpe robot spunta fuori da un cespuglio, lo attacca al collo e lo uccide. Fry, Leela e Bender scoprono così che pure il Maestro stesso è un robot. Ciò spinge Bender a diventare favorevole alla violenza contro i robot.
- Sottotitolo iniziale: L'EPISODIO DI OGGI VI È OFFERTO DALLA LETTERA O (in alienese)
- Ascolti USA: spettatori 1.070.000

## Viva Mars Vegas
- Sceneggiatura: Josh Weinstein
- Regia: Frank Marino
- Messa in onda originale: 22 agosto 2012
- Messa in onda italiana: 7 novembre 2013

La Robot Mafia, a bordo della loro macchina blindata, ruba 8 milioni di dollari in contanti, ma siccome è inseguita dalla polizia, se ne libera in un cassonetto vicino alla sede della Planet Express. Nel frattempo, l'equipaggio si prende una vacanza su Marte, precisamente all'hotel-casinò dei genitori di Amy, Leo e Inez Wong. Amy suggerisce al dottor Zoidberg di non venire, visto che è molto povero e intenzionato a spendere i suoi ultimi risparmi in slot machine. Deluso, Zoidberg si reca nel suo cassonetto, quando d'improvviso si vede arrivare un sacchetto con il denaro della rapina della mafia. Su Marte, Amy spiega che i suoi genitori sono molto ricchi grazie all'eredità del suo antenato Sir Reginald Wong, che truffò meschinamente i marziani. I nativi marziani ora hanno tutti un impiego nel casinò. Amy e i suoi genitori portano l'equipaggio in un tour del casinò, fino alla stanza di massima sicurezza dove viene riposto tutto l'incasso del casinò. La stanza e la cassaforte sono costantemente sorvegliati da una guardia di sicurezza marziana chiamata Tenda Joe. Quest'ultimo è cieco, ma ha un olfatto sviluppassimo che lo avvisa in ogni tentativo di rapina. Con grande sorpresa di tutti, al casinò arriva Zoidberg, il quale si mette a giocare al tavolo della roulette, puntando i suoi 8 milioni e vincendo più di 10 miliardi di dollari. Ma dopo aver puntato per l'ennesima volta tutti i suoi soldi, li perde e se ne torna a casa. Al cassonetto sulla Terra, si trova di fronte la Robot Mafia, che minaccia di ucciderlo se non restituisce tutti i soldi. Per difendersi, Zoidberg spruzza inchiostro su di loro e fugge. Alla Planet Express, il Professor Farnsworth utilizza il suo nuovo laser per rendere invisibile l'inchiostro nel nuovo tatuaggio facciale di Fry. Il laser colpisce anche Zoidberg e lo rende invisibile perché ha su tutto il corpo il suo inchiostro. Su Marte, il Robot Mafia sequestra tutte le proprietà dei Wong, lasciando la famiglia senza lavoro e senza una casa. Amy si rende conto che l'invisibilità di Zoidberg può dargli la possibilità di rapinare il casinò e di restituirlo ai legittimi proprietari. L'equipaggio si intrufola nel casinò e utilizza i gamberetti avariati del buffet per coprire l'odore naturale del corpo di Zoidberg e per sfuggire alla sorveglianza di Joe. Una volta entrato nella cassaforte, Zoidberg inghiotte rapidamente tutti i contanti che può afferrare, insieme a una piccola scatola che, secondo Amy, contiene "la cosa più preziosa di tutte". L'equipaggio porta via di peso Zoidberg, il quale ha inghiottito denaro fino a vomitare. Ma alla porta d'uscita del casinò vengono bloccati da Blind Joe. Amy prende la scatola, la apre e consegna ai marziani un documento firmato da Sir Reginald, che restituisce la terra ai legittimi proprietari, dopo 100 anni. Joe e i marziani assumono la proprietà del casinò ed esiliano la Robot Mafia. In segno di gratitudine, i marziani donano ai Wong il loro ranch, dove si trova un secondo casinò chiamato Wong Island.
- Sottotitolo iniziale: FATTO A MANO (E A TENTACOLI)
- Ascolti USA: spettatori 1.350.000

## Naturama
- Sceneggiatura: Eric Rogers, Michael Saikin e Neil Mukhopadhyay
- Regia: Crystal Chesney-Thompson
- Messa in onda originale: 29 agosto 2012
- Messa in onda italiana: 11 novembre 2013

L'episodio è una sorta di documentario sulla natura, intitolato Wild Universe, diviso in tre parti. I personaggi appaiono sotto forma di animali diversi in ogni parte del documentario.
- Salmone (Salmon)

I personaggi assumono le sembianze di salmoni, ad eccezione di Zoidberg, che è un'aragosta. Fry e Leela, nati in fiumi diversi, si incontrano nell'oceano. Leela respinge Zapp Branigan e promette di accoppiarsi con Fry quando raggiungeranno la maggiore età. Tuttavia, poiché devono istintivamente fare ritorno ai fiumi dove sono nati per accoppiarsi, sono costretti a separarsi. Prima che Zapp fertilizzi le uova di Leela, viene catturato e mangiato da Brrr, un orso grizzly. Fry salta fuori dal suo fiume per raggiungere Leela, ma invece di arrivare in acqua, cade sulla terra. Anche lui viene catturato da Brrr, che a malincuore lo lascia andare dopo la che la moglie si arrabbia con lui perché mangia troppo pesce. Fry raggiunge Leela, feconda le sue uova ed entrambi muoiono, come tutti gli altri salmoni.
- La testuggine dell'Isola Pinta (The Pinta Island Tortoise)

Il Professor Farnsworth, ovvero una rara testuggine dell'isola di Pinta viene convinto dai suoi amici animali a trovare una compagna per far sopravvivere la sua specie. Siccome la tartaruga femmina vive sull'altro lato dell'isola, la testuggine compie un viaggio lungo ben 18 mesi. Una volta arrivato, Hubert comincia per sbaglio ad accoppiarsi con un grande masso a forma di tartaruga, fino a quando la vera tartaruga si presenta e, con grande rabbia, butta giù dalla collina la roccia. Hubert può finalmente accoppiarsi veramente e, più tardi, la femmina depone tre uova. Diversi mesi dopo, queste si schiudono dando vita a tre piccoli esemplari di testuggine, che cadono giù per la collina. Una volta arrivati accanto al grande masso, quest'ultimo si capovolge, schiacciandoli e portando la testuggine all'estinzione.
- L'elefante marino (The Elephant Seal)

Bender interpreta il maschio alfa di una colonia di foche elefanti che si accoppia liberamente con decine di femmine, mentre i maschi meno virili vengono messi in disparte e non sono in grado di attrarre le loro compagne, tranne Kif che ottiene l'attenzione di Amy e comincia a accoppiarsi con lei mentre Bender è distratto, ma Bender li scopre e spaventa Kif. Quest'ultimo sfida Bender per il dominio della spiaggia, ma viene schiacciato a morte alla fine del combattimento. Tuttavia, gli altri maschi meno virili hanno approfittato della lotta per accoppiarsi.
- Sottotitolo iniziale: DITE AI VOSTRI GENITORI CHE È EDUCATIVO
- Ascolti USA: spettatori 1.360.000

## 40% cantante folk
- Sceneggiatura: Ken Keeler
- Regia: Stephen Sandoval
- Messa in onda originale: 3 luglio 2013
- Messa in onda italiana: 18 settembre 2014

Bender sogna di diventare un cantante folk, ma non avendo storie vissute in prima persona da raccontare, inventa i testi e non ha successo. Al che decide di condividere le esperienze dei ferrovieri protagonisti di molti brani del passato. Ma per un problema ad una stampante 3D (da cui è stata stampata la chitarra di Bender) tutto ciò che Bender canta si realizza.
- Sottotitolo iniziale: QUALSIASI SOMIGLIANZA COL FUTURO ATTUALE È PURAMENTE CASUALE
- Ascolti USA: spettatori 810.000

## Realtà in 2D
- Sceneggiatura: Michael Rowe
- Regia: Raymie Muzquiz
- Messa in onda originale: 19 giugno 2013
- Messa in onda italiana: 15 settembre 2014

Dopo che la navetta Planet Express viene scartata dal resto dell'equipaggio, il professore la salva dalla discarica e la riconverte in una super auto da corsa. Ma un incidente durante una corsa manda la nave in un universo bidimensionale.
- Sottotitolo iniziale: ORA INDOSSATE GLI OCCHIALI 2-D
- Ascolti USA: spettatori 1.400.000

## T.: L'umano
- Sceneggiatura: Josh Weinstein
- Regia: Lance Kramer
- Messa in onda originale: 26 giugno 2013
- Messa in onda italiana: 17 settembre 2014

Il pianeta Omicron conquista la terra e Nixon impone l'embargo, ma la Planet Express deve assolutamente andare su Omicron per prendere l'unica erba medicinale in grado di guarire il professore malconcio. Fry si separa dal gruppo per esplorare un castello, ma il resto dell'equipaggio della Planet Express fugge via all'improvviso e torna sulla terra, pensando ci sia anche lui con l'inganno di Bender. Nel frattempo Fry viene trovato dal figlio di Lrrr e il resto dell'episodio è una parodia al film E.T. l'extra-terrestre.
- Sottotitolo iniziale: Una delle sette alla settima meraviglie del Mondo Futuro
- Ascolti USA: spettatori 1.020.000

## Fry e Leela
- Sceneggiatura: Eric Rogers
- Regia: Edmund Fong
- Messa in onda originale: 19 giugno 2013
- Messa in onda italiana: 16 settembre 2014

Fry e Leela cercano di avere un po' di intimità, ma dovunque vadano, c'è qualcuno a disturbarli. Infine pagano per una fuga romantica in un luogo appartato, che risulta essere anche peggio. 
- Sottotitolo iniziale: GUARDALO O MUORI PROVANDOCI
- Ascolti USA: spettatori 1.490.000

## La torcia inumana
- Sceneggiatura: Dan Vebber
- Regia: Frank Marino
- Messa in onda originale: 10 luglio 2013
- Messa in onda italiana: 19 settembre 2014

Una fiammella scappa dal sole perché messa da parte dal consiglio direttivo e riesce ad arrivare sulla terra meditando di incenerirla e governarla. Ma dovrà fare i conti con Bender che sacrifica la sua fame di gloria per difendere il pianeta.
- Sottotitolo iniziale: Come lo avete visto alla fiera universale del 1939
- Ascolti USA: spettatori 1.430.000

## Il divertimento del sabato mattina
- Sceneggiatura: Patric M. Verrone
- Regia: Crystal Chesney-Thompson
- Messa in onda originale: 17 luglio 2013
- Messa in onda italiana: 22 settembre 2014

Tra le proteste rabbiose dei gruppi di violenza anti-TV sul prato della Casa Bianca, il Presidente della Terra Richard Nixon e il Vicepresidente del corpo senza testa di Spiro Agnew, si siedono per guardare alcuni cartoni animati del sabato mattina con varie reinterpretazioni dell'equipaggio di Futurama:
- parodia di Scooby-Doo intitolata Bendee Boo and the Mystery Crew con le apparizioni di Harlem Globetrotters, Larry Bird e George Takei.
- parodia di Fragolina Dolcecuore e de I Puffi nominato Purpleberry Pond Meets New Friend che è stata fatta solo per pubblicizzare una linea di cereali per la prima colazione eccessivamente zuccherato.
- una violenta parodia di G.I. Joe chiamata G.I. Zapp dove Nixon rielabora creativamente il cartone animato eliminando la violenza ed il linguaggio offensivo.

- Sottotitolo iniziale: È OFFERTO DA: Regretto TRUCCO PERMANENTE PER CLOWN.
- Ascolti USA: spettatori 1.130.000

## Calculon 2.0
- Sceneggiatura: Lewis Morton
- Regia: Stephen Sandoval
- Messa in onda originale: 24 luglio 2013
- Messa in onda italiana: 23 settembre 2014

Fry e Bender, delusi dalle nuove puntate della soap opera Tutti i miei circuiti, decidono di riportare in vita Calculon con l'aiuto del Prof. Farnsworth. Nel tentativo di tornare a calcare le scene, il robot si renderà presto conto di essere ricordato solo come un attore mediocre.
- Sottotitolo iniziale: L'unico programma trasmesso alla velocità della luce
- Ascolti USA: spettatori 1.230.000

## Torna a casa Assie
- Sceneggiatura: Maiya Williams
- Regia: Raymie Muzquiz
- Messa in onda originale: 31 luglio 2013
- Messa in onda italiana: 24 settembre 2014

Dopo essere stato aggredito da una banda di malviventi, Bender si ritrova deassemblato e le sue componenti vengono rapidamente rivendute al mercato nero. Insieme a Fry e Leela, Bender si mette dunque alla ricerca di tutti i pezzi del suo corpo, in particolare dell'amato sedere.
- Sottotitolo iniziale: Presenta un nuovo personaggio invisibile che non parla.
- Ascolti USA: spettatori 1.190.000

## Leela e l'ingegneria genetica
- Sceneggiatura: Eric Horsted
- Regia: Lance Kramer
- Messa in onda originale: 7 agosto 2013
- Messa in onda italiana: 25 settembre 2014

Mamma è decisa a sfruttare l'ingegneria genetica in modo indiscriminato. Questo preoccupa molto Leela che con grande grinta e ardore combatte le malefatte della donna malvagia. Ma quando si prefigura l'utilizzo dell'ingegneria genetica anche per curare lei, l'atteggiamento cambia radicalmente...
- Sottotitolo iniziale: ATTENZIONE ALLO SPOILER: SONO PRESENTI ROBOT E COSE DEL GENERE
- Ascolti USA: spettatori 1.360.000

## Il gioco dei suoni
- Sceneggiatura: Michael Rowe
- Regia: Edmund Fong
- Messa in onda originale: 14 agosto 2013
- Messa in onda italiana: 26 settembre 2014

Un motivetto musicale simile a un richiamo tormenta il gruppo dei nostri, nessuno sa cosa sia, ma Fry deve scoprirlo. Una terribile astronave/navicella spaziale frantuma i pianeti in cerca di qualcosa. Fry deve scoprire cosa si nasconde dietro questa musichetta, e Mordicchio svelerà che si tratta di Digby, un mordicchiano dai grandi poteri. Fry torna indietro al giorno in cui per primo udì quel motivo e scopre che era il sistema della capsula ibernante. Ma ora è tardi, e i nostri devono fronteggiare l'astronave. Tutto finisce bene quando Fry, ricostruiti i fatti, ottiene in regalo da Mordicchio di passare qualche ora con sua madre in persona, come era allora, prima che lui se ne andasse di casa.
- Sottotitolo iniziale: SE NON VISUALIZZATE QUESTO MESSAGGIO, SINTONIZZATEVI SUBITO SU FUTURAMA.
- Ascolti USA: spettatori 1.070.000

## Omicidio sul Planet Express
- Sceneggiatura: Lewis Morton
- Regia: Frank Marino
- Messa in onda originale: 21 agosto 2013
- Messa in onda italiana: 29 settembre 2014

Fry e i suoi amici dovranno imparare a fidarsi l'uno dell'altro per combattere un terribile mostro alieno. Ma non sempre ciò che appare è quel che è.
- Sottotitolo iniziale: Lo show primo in classifica nell'Universo 3
- Ascolti USA: spettatori 1.040.000

## Puzza e sentimento
- Sceneggiatura: Eric Horsted
- Regia: Crystal Chesney-Thompson
- Messa in onda originale: 28 agosto 2013
- Messa in onda italiana: 30 settembre 2014

Zoidberg soffre per amore, perché non riesce a trovare una compagna a causa del suo terribile odore. Bender, invece, si cimenta in una gara di ballo.
- Sottotitolo iniziale: Nessun cane morto all'interno dell'episodio
- Ascolti USA: spettatori 1.400.000

## Nel frattempo
- Sceneggiatura: Ken Keeler
- Regia: Peter Avanzino
- Messa in onda originale: 4 settembre 2013
- Messa in onda italiana: 1º ottobre 2014

Il Professor Farnsworth inventa un pulsante che può trasportare una persona 10 secondi indietro nel tempo, inavvertitamente causando gravi conseguenze. Nel frattempo, Fry e Leela decidono di sposarsi e trascorreranno insieme tutta la loro vita.
- Sottotitolo iniziale: VENDICACI
- Ascolti USA: spettatori 2.210.000
- Musica: Chopin-Étude no. 3 in E major, Op. 10 no. 3, "Tristesse"